# Péterfy Bori & Love Band
A Péterfy Bori & Love Band magyar alternatív rock együttes.
2007 májusában alakult meg, Péterfy Bori előző zenekara, az Amorf Ördögök szerzőiből és tagjaiból. Bemutatkozó albumuk, a Péterfy Bori & Love Band 2007 őszén jelent meg, és arany majd platinalemez lett. Ezt követte 2009-ben a második, 2, majd 2010-ben a harmadik 2B című album. Péterfy Bori terhessége miatt 2011 januárja és 2012 májusa között az együttes szünetet tartott, de még 2012 év végén megjelent negyedik, Fehér éjszakák című albumuk. Ötödik lemezük, a Szédülés, 2016 áprilisában jelent meg.
A 2008-as Fonogram-díjkiosztón az év hazai pop albuma kategóriában kaptak jelölést debütáló albumukért, a 2013-as Fonogram-díjkiosztón az év alternatív albuma kategóriában jelölték a Fehér éjszakák című albumukat.

## Története
A Péterfy Bori & Love Band története az Amorf Ördögökkel kezdődött a kilencvenes években. Tariska Szabolcs és Tövisházi Ambrus, az Amorf Ördögök alapító tagjai 1997-ben ismerkedtek meg Péterfy Borival, aki az együttes énekese lett. 1999-ben jelent meg első kislemezük, amit három album és egy válogatáslemez követett. A zenekar 2001 és 2005 között rendszeresen játszottak, 2006-ban viszont már csak alkalomszerűen léptek színpadra, és 2007. április 27-én végül bejelentették az együttes feloszlását. Nem sokkal ezután, 2007 májusában az Amorf Ördögök legutolsó formációjának nagy része megalapította a Péterfy Bori & Love Band-et.
Az együttes első, cím nélküli albuma 2007. október 15-én jelent meg a Megadó Kiadónál, ami egy éven belül arany, majd 2010-ben platinalemez lett. A lemeznek a rajongók a "Fák, denevérek, piócák" címet adták, hivatalosan azonban továbbra is névtelen maradt. A dalokat Tövisházi Ambrus és Tariska Szabolcs mellett Lovasi András írta. Az első album dalai máig a legnépszerűbbek, a "Hajolj bele a hajamba" és a "Vámpír" című számok videóklipjei milliós nézettségre tettek szert a YouTube-on. A 2008-as Fonogramvdíj átadásan az év hazai pop albuma kategóriában kaptak jelölést debütáló albumukért. Ebben az évben léptek fel először a Sziget Fesztiválon.
Az együttes rövid időn belül betört a hazai könnyűzenei életbe, és második, 2 című albumukat már előzetes várakozás övezte. A lemez 2009. november 13-án jelent meg szintén a Megadó Kiadónál. A zeneírás nagy részét újra Tövisházi Ambrus végezte, a dalszövegeket Tariska Szabolcs, Lovasi András, Vinnai András, Hujber Szabolcs és Péterfy Bori írták. A lemez egyik legsikeresebb dala a "Téged nem" lett. Az "Újraélesztő" című számban Egyedi Péter, az Óriás frontembere is énekel.
A zenekar egy éven belül, 2010. február 25-én kiadta harmadik albumát, a 2B-t, ami címével ellentétben nem az előző lemez "B változata"; két szám kivételével mindegyik dal új rajta. A lemez hangzásvilága sokkal inkább az Amorf Ördögök kacathangzására hasonlít, mint az előző két album rockos megszólalására. 2 féle változatban is megjelent, az egyikhez egy 50 perces dvd-t és bookletet is adtak.
2011 januárjáig turnéztak, majd Bori várandóssága és gyermeke világra hozása miatt január huszonnyolcadikán és huszonkilencedikén 2 telt házas búcsúkoncertet adtak az A38-as hajón. 2011 júliusában megszületett gyermeke, Merényi Doma. 2012. május 10-én tért vissza az együttes. A visszatérő koncertet, ami egyben az 5. születésnapi koncert is volt, a Kobuci kertben tartották.
2012 júliusában megjelent egy közös dal az Irie Maffia énekesnőjével, Senával, ami a "Csodaidő" címet kapta; és még ugyancsak 2012-ben, november 30-án megjelent a Péterfy Bori & Love Band negyedik albuma is, a Fehér éjszakák. Szintén ezen a napon mutatták be a Minimax és a Megamax tévécsatornák által indított Zenével a gyermekekért program keretében elkészített videóklipet, a "Csak egy ugrás"-t, ami nem került rá a lemezre. Az eddig megszokott Hujber Szabolcs, Lovasi András, Tariska Szabolcs, Péterfy Bori dalszövegíró csoportot immár Hajós-Dévényi Kristóf is kiegészítette. Ez újra egy slágeresebb album lett, nem a 2B útján haladt tovább. A Fehér éjszakák minden dalához készült videóklip. A lemezt jelölték a 2013-as Fonogram-díjkiosztón az év alternatív albuma kategóriában.
2014-ben az együttes kiadott egy digitális kislemezt, "Bosszúálló Rockandroll (Lángol a Parlament)" címmel, melyhez Már András és Vágó Piros rendezett videóklipet. (A szövege miatt a Petőfi Rádió kivette az együttes dalait a zenei repertoárjából.) Ugyanebben az évben készítettek egy közös számot a Supernem zenekarral, mely "Férfivadász" címen jelent meg a Suzuki viaDAL Crossover nevű albumon. 2014 végén az együttesben két tagcsere is történt. Mészáros Ádámot az Esti Kornél volt énekese, Nagy István váltotta, míg Laskai Viktor helyét Gáspár Gergely vette át. Velük rögzítették ötödik albumukat, a Szédülést, mely 2016 áprilisában jelent meg. A lemez szövegeit Péterfy Bori, Lovasi András és Tariska Szabolcs mellett a Biorobotból ismert Nemes András, és Vető János, a nyolcvanas évek első felében működött legendás underground zenekar, a Trabant egyik alapító tagja írta. A lemezen többek között a Fran Palermo énekese, Henri Gonzalez is közreműködött. Két dalhoz forgattak videóklipet: a címadó "Szédülés" és a "Szép halott" című számokhoz. (Utóbbi szövege miatt ismét  határozott elutasítás érkezett a Petőfi Rádió részéről.)
2024 februárjában Tövisházi Ambrust Hodován Milán filmzeneszerző váltotta a billentyűk mögött, a menedzseri feladatokat pedig Drapos Gergely basszusgitáros vette át. Ambrus zeneszerzőként továbbra is részt vesz az összeszokott csapat munkájában.
Az együttes sikere egyedi hangzásvilágának, energikus dalainak és fellépéseinek, mindazonáltal legfőképpen a dallamos slágereinek köszönhető.

## Diszkográfia

### Nagylemezek
| Év   | Album                                                   | Legmagasabb helyezés                   | Minősítés      |
| Év   | Album                                                   | MAHASZ Top 40 album- és válogatáslemez | Minősítés      |
| ---- | ------------------------------------------------------- | -------------------------------------- | -------------- |
| 2007 | Péterfy Bori & Love Band - Megjelent: 2007. október 15. | 5                                      | - Platinalemez |
| 2009 | 2 - Megjelent: 2009. november 13.                       | 2                                      |                |
| 2010 | 2B - Megjelent: 2010. február 25.                       | 6                                      |                |
| 2012 | Fehér éjszakák - Megjelent: 2012. november 30.          | 14                                     |                |
| 2016 | Szédülés - Megjelent: 2016. április 15.                 |                                        |                |
| 2017 | Bori X - Megjelent: 2017. november 6.                   |                                        |                |
| 2020 | Szikra - Megjelent: 2020. július 22.                    |                                        |                |
| 2024 | Medúza - Megjelent: 2024. október 25.                   |                                        |                |

### Videóklipek
| Év   | Cím                    | Rendező                        |
| ---- | ---------------------- | ------------------------------ |
| 2007 | Hajolj bele a hajamba  | Nagy Gergő, Merényi Dávid      |
| 2008 | Vámpír                 | Mundruczó Kornél               |
| 2008 | Délelőttök a kádba     | Csáki László, Szép Éva         |
| 2008 | Ópium                  | Péterfy Bori, Merényi Dávid    |
| 2009 | Téged nem              | Gács Tamás, Merényi Dávid      |
| 2009 | Bűvös vadász           | Merényi Dávid                  |
| 2010 | Szembogár              | Merényi Dávid                  |
| 2010 | Lassú kutya            | Csáki László                   |
| 2011 | Oroszlán a hóban       | Csáki László                   |
| 2011 | Csak egy ugrás         | Merényi Dávid                  |
| 2012 | Csodaidő               | Gács Tamás, Merényi Dávid      |
| 2014 | Bosszúálló Rockandroll | Már András, Vágó Piros         |
| 2016 | Szédülés               | Liter Zsófi, Tarr Kálmán       |
| 2016 | Szép halott            | Miki 357 (Szabó Miklós Márton) |
| 2018 | Kéket vagy a pirosat   | Miki 357                       |
| 2020 | Szikra                 | Merényi Dávid                  |
| 2021 | Lula Luna              | Veres Balázs                   |

#### A Fehér éjszakák című album videóklipjei
A Csodaidő klipjét leszámítva, ami 2012-ben debütált, az albumhoz készült videókat 2013. március 6-án mutatták be a Toldi moziban.
| Cím                     | Rendező                        |
| ----------------------- | ------------------------------ |
| Fehérre festem az arcom | Már András                     |
| Játék                   | Hoffmann Tamás                 |
| Happy end               | Már András, Merényi Dávid      |
| Szívem gyorsabban ver   | Csáki László                   |
| Rész-egész              | Merényi Dávid                  |
| Válj köddé              | Már András, Merényi Dávid      |
| Csodaidő (álomverzió)   | Gács Tamás, Merényi Dávid      |
| Futás                   | Görögh Árpád                   |
| Őrült ékszer            | Jenei Szilveszter              |
| Fehér éjszakák          | Fazekas Péter                  |
| Szélesvásznú            | Tövisházi Ambrus, Csáki László |

## Tagok

### Jelenlegi tagok
- Péterfy Bori
- Drapos Gergely
- Gáspár Gergely
- Pápai István
- Tövisházi Ambrus
- Kukola Mihály
- Hodován Milán

### Korábbi tagok
- Mészáros Ádám
- Laskai Viktor
- Nagy István

## Díjak
Jelölve
- A 2008-as Fonogram díj átadása az év hazai pop albuma kategóriában
- A 2013-as Fonogram díj átadásan az év alternatív albuma kategóriában
- Magyar köztársasági érdemrend lovagkeresztje